# Беседы (Львовская область)
Беседы (укр. Бесіди) — село в Жолковской городской общине Львовского района Львовской области Украины.
Население по переписи 2001 года составляло 325 человек. Занимает площадь 7,773 км². Почтовый индекс — 80331.